# マーキュリー・レッドストーン2号
マーキュリー・レッドストーン2号（マーキュリー・レッドストーン2ごう、MR-2）は、アメリカ初の有人宇宙飛行計画であるマーキュリー計画の中のマーキュリー・レッドストーン発射機開発において行われた、最後から二番目の試験飛行である。チンパンジーのハムを乗せたマーキュリー宇宙船5番機は1961年1月31日16:55UTC、フロリダ州ケープカナベラル空軍基地のケープカナベラル空軍基地第5発射施設から発射され、16分39秒の弾道飛行をした後、大西洋上に着水した。

## 背景
この前に行われたマーキュリー・レッドストーン1A号では最高高度209キロメートル、距離378キロメートルを飛行していたが、この軌道は角度が急すぎ、人間を搭乗させるにはあまりにも大きな加速度を与えるものだった。このためマーキュリー・レッドストーン2号では最高高度185キロメートル、距離467キロメートルという、より低い軌道の弾道飛行を行うことを計画していた。

## 計画

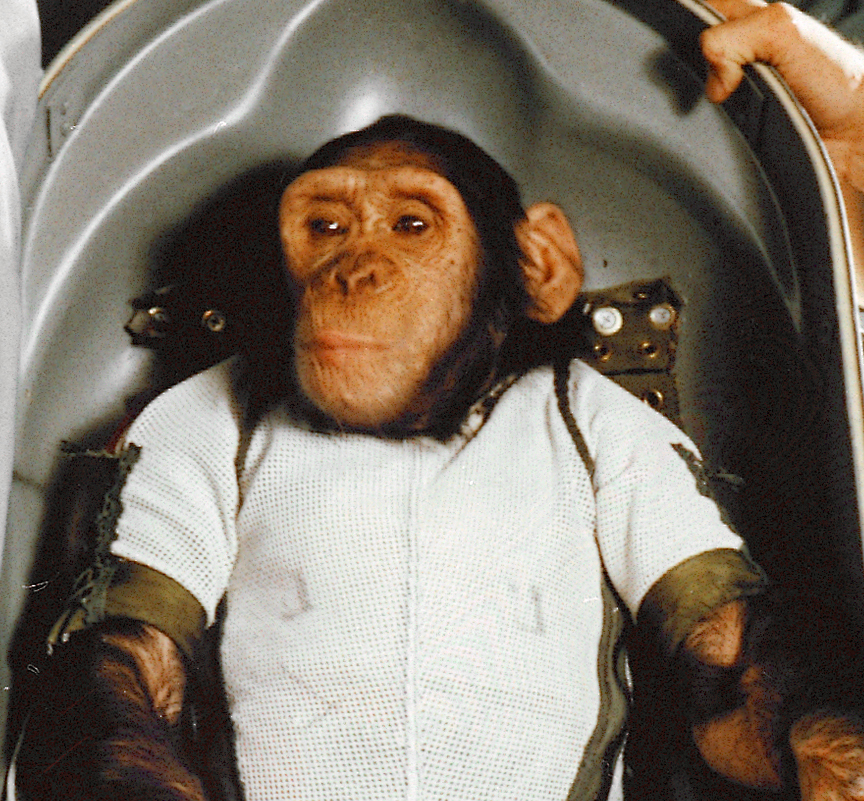
マーキュリー・レッドストーン2号発射前のハム

マーキュリー宇宙船5番機には、環境制御・姿勢安定制御・(模型でなく) 実際に使用される逆噴射ロケット・音声通信・「閉回路」発射中止検知・着水用エアバッグという、以前の飛行にはない六つの新しい機構が搭載されていた。
ニューメキシコ州ホロマン (Holloman) 空軍基地でチンパンジーを飼育し訓練していた、医療専門家と飼育員20名および6匹のチンパンジー (メス4匹、オス2匹) は、1961年1月2日にフロリダ州ケープカナベラル空軍基地S格納庫の裏手にある宿営に移動した。6匹のチンパンジーは宇宙船のシミュレーターで3週間訓練を受け、発射の前々日、オスのハムが第一候補に、メスのミニーがその補助要員に選ばれた。選抜は厳しいものだったが、候補の中ではハムが最も快活で愛嬌があった。元の名前はアフリカのカメルーン出身の「65番チンパンジーのチャン (Chang)」で、1959年7月9日に空軍が購入し、発射時には3歳8ヶ月だった。HAMの名はホロマン航空宇宙医療センター (Holloman Aerospace Medical Center)の頭文字を取ってつけられた。
1961年1月31日12:52UTC、ハムが宇宙船に積み込まれた。秒読みはインバータの加熱と他の小さな問題により、ほぼ4時間遅れた。
16:55UTC、MR-2が発射された。1分後、発射角度が少なくとも1度高いまま上昇していることをCOM (コンピューター) が警告した。2分後、加速度が17 g (167 m/s²) に達するであろうことをCOMが予告した。2分17秒後、ロケットエンジンへの酸化剤の供給が停止した。液体酸素の供給が停止した際、閉回路発射中止検知システムはエンジン燃焼室内の圧力が変化したことを感知したため緊急脱出用ロケットに点火し、回収部隊にメーデーの信号を送った。
急角度で上昇し早い段階で脱出ロケットが作動したため、最高速度は予定の秒速1,970メートルではなく、2,298メートルに達した。逆噴射ロケットは脱出の過程ですでに投棄されていたため、宇宙船の速度を落とすことは不可能だった。これらの要因により、着水点は予定の場所を209キロメートル飛び越してしまい、また最高高度は185キロメートルのはずが253キロメートルにまで達してしまった。
発射から2分18秒後、船内の気圧が38kPAから7kPaに低下するというもう一つの問題が発生した。この不具合は、後に空気取入れ用シュノーケルのバルブが原因であることが突き止められた。発射時の振動でピンが緩んでバルブが開になってしまったのだが、ハムは気密式の座席に座っていたため、船内の気圧が低下しても何ら影響を受けることはなかった。座席内の気圧は正常に保たれ、また温度も16°Cから26°Cの適温を維持していた。
急激な加速に脱出ロケットの推進が加わったため、速度は予定の時速7,081キロメートルを超え9,426キロに達し、また最高高度は77キロメートル高くなった。宇宙船は16.5分間の飛行の後、発射場から679キロメートルの地点に着水した。無重力状態は4.9分間のはずが6.6分間になり、ハムは予定よりもほとんど3g (29 m/s²) も大きい14.7g (144 m/s²) の加速度を体験した。
ハムは与えられた命令をよくこなし、飛行中にレバーを約50回動かした。無重力状態での反応を撮影する搭載カメラは、最高高度に到達する間、驚くほどの量のほこりや塵が船内を漂っているのを記録した。

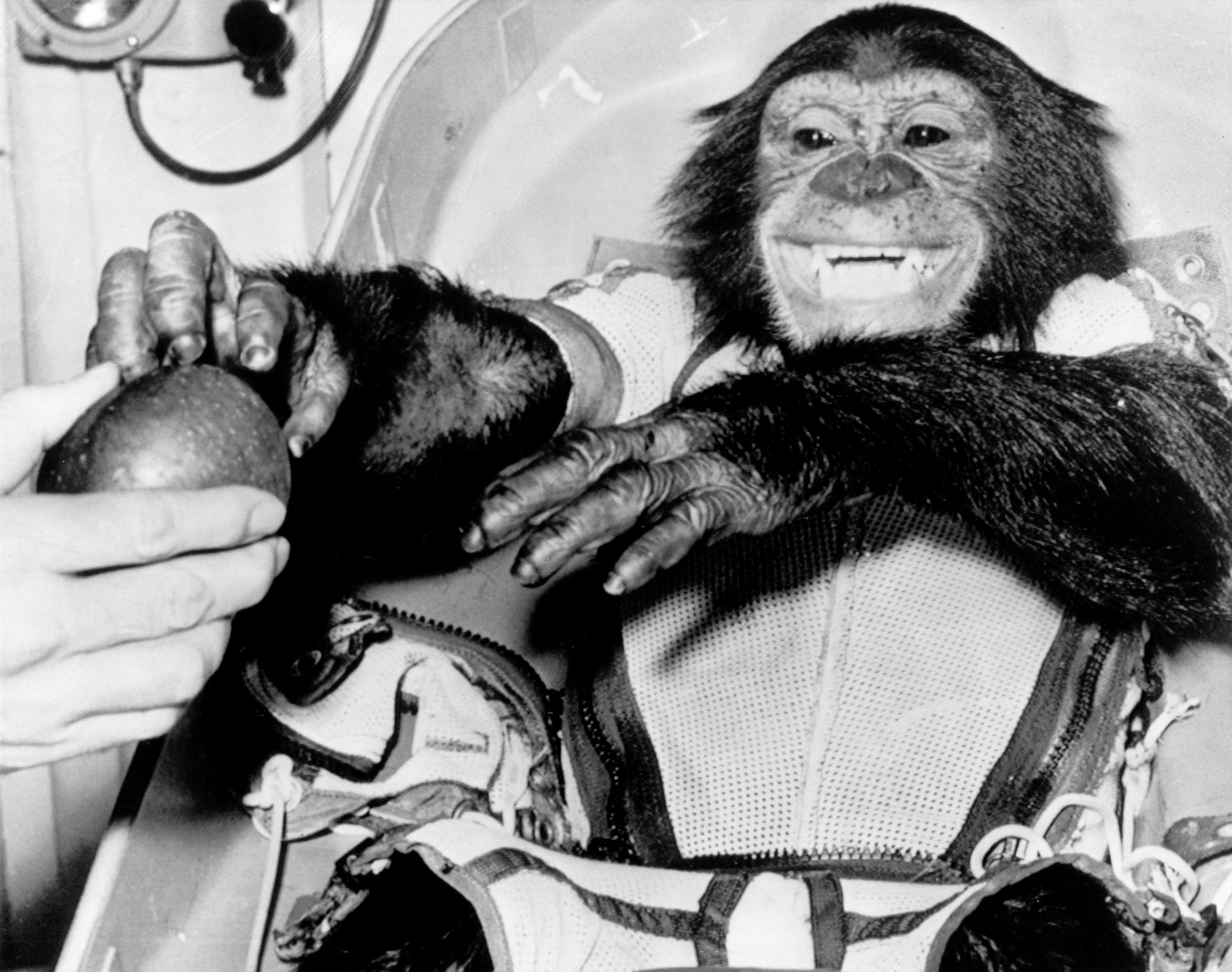
リンゴを受け取るハム

宇宙船は東部標準時の12:12p.m.に、回収部隊の視界の届かない場所に着水した。約12分後、機体から発せられる回収用の信号が始めて受信され、追跡すると直近の回収船から約96キロメートル離れていることが分かった。着水から27分後、哨戒機が大西洋上を漂う宇宙船を発見し、海軍に対し最も近いところにいる空母にヘリコプターを向かわせるよう要請した。
ヘリが到着したときには、機体は海面に横倒しになり水没しかかっていた。着水の衝撃でベリリウムの耐熱保護板が機体の底に激突し、チタン製の圧力隔壁に二つの穴を開けていたのである。着水用エアバッグはひどく損傷し、熱保護板は回収される前に宇宙船から引きちぎられていた。機体がひっくり返った後、開いてしまったシュノーケルのバルブから少なからぬ量の海水が船内に侵入していて、18:52UTCにヘリの乗員がやっとのことで宇宙船にフックを引っかけ釣り上げたときには、およそ360キログラムの海水が船内に入り込んでいるものと推定された。宇宙船はヘリで回収船USSドナーに運ばれ、甲板上に下ろされた。ハッチを開けるとハムは元気な様子で、リンゴ一個とオレンジの半分をひったくるようにして受け取った。

## 飛行後
飛行中に生じた様々な問題により、マーキュリー・レッドストーンは人間を乗せるにはまだ不十分であることが分かったため、MR-3の飛行は発射機開発の最終試験であるマーキュリー・レッドストーンBDの飛行が終了するまで延期されることとなった。
ハムは飛行終了後にワシントンD.C.の国立動物園に送られ、そこで17年を過ごし、1981年にはノースカロライナ州の動物園に移管され他のチンパンジーとともに群れの中で生活した。1983年1月19日、26歳で死亡し、ニューメキシコ州アラモゴードのニューメキシコ宇宙歴史博物館に、多くの宇宙に行った動物たちのうちの一頭として葬られた。
ハムの補助要員だったミニーは、マーキュリー計画で訓練されたチンパンジーの中では唯一のメスだった。同計画における役割を終了した後は、空軍のチンパンジー繁殖計画の一環として9匹の子供を産み、群れのメンバーの他の子供を育てる手助けなどをしていた。最後に残った宇宙ザルとして1998年まで生き延び、同年3月14日に41歳で死んだ。
MR-2で使用されたマーキュリー宇宙船5番機は、現在はカリフォルニア州ロサンゼルスのカリフォルニア科学センターに展示されている。

## マーキュリー・レッドストーン2号弾道飛行経過
| 発射後時間 | 事象                       | 詳細 |
| ---------- | -------------------------- | --- |
| T+00:00:00 | 発射                       | マーキュリー・レッドストーン発射。船内の時計が起動                                                                                          |
| T+00:00:16 | 軌道変更開始               | 1秒間に2度の割合で、90度から45度にまで機体の角度を傾け始める                                                                                |
| T+00:00:40 | 軌道変更終了               | 機体の角度が45度になる |
| T+00:01:00 | 異常発生                   | コンピューターが46度の角度で上昇していることを報告                                                                                          |
| T+00:01:24 | 最大動圧点 Max Q           | 機体にかかる動圧が最大の~27.5kPa (575 lbf/ft²) に到達                                                                                       |
| T+00:02:17 | エンジン停止               | 予定より3秒早くエンジン停止。速度は秒速2.6キロメートル                                                                                      |
| T+00:02:17 | 飛行中止。宇宙船分離       | 緊急脱出用ロケットに点火。回収部隊におそらく信号が送られる                                                                                  |
| T+00:02:18 | 故障発生                   | シュノーケルのバルブが開き、船内の気圧が38kPaから7kPaに低下する                                                                             |
| T+00:02:19 | 逆噴射ロケット投棄         | 逆噴射ロケットが投棄され耐熱保護板がむき出しになる                                                                                          |
| T+00:02:20 | 緊急脱出用ロケット切り離し | 緊急脱出用ロケットが切り離される |
| T+00:02:35 | 機体の転回操作             | 自動姿勢制御システムが宇宙船を180度転回させ、耐熱保護板を前方に向ける。大気圏再突入に備え、機首は34度下方に向けられる                       |
| T+00:05:00 | 最大高度                   | 最大高度約252.7キロメートルに到達。発射場からの距離は317キロメートル                                                                        |
| T+00:05:45 | 潜望鏡引込み               | 再突入に備え、潜望鏡が自動的に船内に引き込まれる                                                                                            |
| T+00:06:20 | 姿勢制御                   | 自動姿勢制御システムが機体をピッチ角マイナス34度、ロール角0度、ヨー角0度に調整する                                                          |
| T+00:08:24 | .05G操作                   | 自動姿勢制御システムが大気圏突入を感知し、機体の姿勢を安定させるため毎秒10度の割合で機体をロール方向に回転させはじめる                      |
| T+00:10:47 | 減速用パラシュート展開     | 高度6,700メートルで減速用パラシュートが展開し、秒速111メートル (時速399.6キロメートル) まで減速し機体を安定させる                           |
| T+00:10:54 | シュノーケル展伸           | 高度6,000メートルで外気取入れ用のシュノーケルが伸ばされる。船室内の温度を下げるため、ECSと呼ばれる装置が緊急用酸素の濃度に切り替える        |
| T+00:11:24 | 主パラシュート展開         | 高度3,000メートルで主パラシュートが展開し、降下速度が秒速9メートル (時速32.4キロメートル) にまで減速される                                  |
| T+00:11:29 | 着水用エアバッグ展開       | 耐熱保護板が1.2メートル落とされ、着水用のエアバッグが展開される                                                                             |
| T+00:11:29 | 燃料投棄                   | タンク内に残った燃料の過酸化水素が自動的に投棄される                                                                                        |
| T+00:16:39 | 着水                       | 発射地点から約679キロメートルの海洋上に着水                                                                                                 |
| T+00:16:39 | 救命救急装置作動           | 救命救急装置が作動される。装置には、視認とサメよけのため海水に流される緑色の染料、ラジオビーコン (無線標識)、ホイップアンテナなどが含まれる |